# Kandeel
Kandeel ist ein traditioneller Punsch aus den Niederlanden, der durch Zugabe von Eigelb eine cremige Konsistenz erhält. 
Zur Zubereitung werden zuerst kochendem Wasser Nelken, Zimt oder Muskatblüte und Zitronenschale zugegeben. Wenn das Wasser wieder abgekühlt ist, werden Eigelbe und Zucker in einen zweiten Topf gegeben und verschlagen, nach und nach das aromatisierte Wasser und ein gleich großer Teil Weißwein aufgegossen und die Flüssigkeit bei mäßiger Hitze (eventuell im Wasserbad) aufgeschlagen, bis sie eine cremig-schaumige Konsistenz bekommt, ohne jedoch zu gerinnen. In einer Variante wird der Wein durch Bier ersetzt, in alten Rezepten kommt auch zusätzlich Butter vor. Kandeel wird noch warm getrunken.
Bereits im Kochbuch De verstandige kock of sorghvuldige huys-houdster von 1670 wird ein Rezept aufgeführt und eine weitere Verwendung als Sauce zu gedämpften Gerichten und Weißbrot genannt. Dort ist auch die Sitte erwähnt, Kandeel anlässlich der Geburt eines Kindes auszuschenken. Die kelchförmigen Kandeel-Gläser hatten oft aufwändig graviertes Dekor und einen gläsernen Deckel, um das Getränk länger warmzuhalten.
Siehe auch: Eierlikör